# 宇宙學常數
宇宙學常數（cosmological constant）或宇宙常數由阿爾伯特·愛因斯坦首先提出，現前常標為希臘文「Λ」，與度規張量相乘後成為宇宙常數項{\displaystyle \Lambda g_{\mu \nu }}而添加在愛因斯坦方程式中，使方程式能有靜態宇宙的解。若不加上此項，則廣義相對論所得原版本的愛因斯坦方程式會得到動態宇宙的結果。
{\displaystyle R_{\mu \nu }-{\textstyle 1 \over 2}R\,g_{\mu \nu }+\Lambda \,g_{\mu \nu }={8\pi G \over c^{4}}T_{\mu \nu }}
這是出於愛因斯坦對靜態宇宙的哲學信念。在哈伯提出膨脹宇宙的天文觀測結果哈伯紅移後，愛因斯坦放棄宇宙學常數，認為是他「一生中最大的錯誤」。
但是1998年天文物理與宇宙學對宇宙加速膨脹的研究則讓宇宙學常數死而復生，認為雖然其值很小，但可能不為零。宇宙常數項的貢獻被認為與暗能量有關。

## 宇宙學常數問題
根據廣義相對論，宇宙真空裏蘊藏的能量會產生引力場，真空能量密度 {\displaystyle \rho _{vac}} 與宇宙學常數 {\displaystyle \Lambda } 之間的關係為 {\displaystyle \rho _{vac}c^{2}=\Lambda c^{4}/8\pi G} 。怎樣計算真空能量密度是物理學尚未解決的一個大問題。最簡單算法總和所有已知量子場貢獻出的零點能，但這理論結果超過天文觀測值120個數量級，被驚歎為「物理史上最差勁的理論預測」！這問題稱為宇宙學常數問題。為什麼從真空能量密度計算出的宇宙學常數，會與天文觀測值相差這麼大？到底是甚麼物理機制抵銷這超大數值？解決這問題可能要用到量子引力理論。:186-187

## 參閱
- 愛因斯坦方程式
- 宇宙學
- 暗能量